# Anomia peruviana
Anomia peruviana is een tweekleppigensoort uit de familie van de Anomiidae. De wetenschappelijke naam van de soort werd in 1846 voor het eerst geldig gepubliceerd door Alcide d'Orbigny.